# 蔚县天齐庙
天齐庙，位于中国河北省张家口市蔚县城东关外胜利路14号，是一座明代道教建筑，供奉东岳大帝。已公布为全国重点文物保护单位，是蔚县城区的九处国保之一。

## 历史
天齐庙始建于明万历二十七年（1599年），清嘉庆年间重修。1949年以后被占用。2001年交由文物部门管理。

## 建筑
天齐庙座北朝南，建筑群原本规模宏大，占地面积1.33万平方米，原有乐楼、木牌坊、东西厢房及大殿，均已毁，现仅存最北端的供厅和正殿两座古建筑，掩藏于低矮民房中，两殿占地面积559平方米。建筑面积280平方米。两座建筑屋顶相连，前后紧密连接。
供厅位于正殿前，面阔三间6米；进深三间8.7米。建筑面积52平方米，卷棚顶。
正殿面阔五间19.1米；进深四间11.8米；高7米。建筑面积为225平方米。正殿屋顶华丽舒展，采用最高等级的庑殿顶，黄琉璃瓦绿剪边，金碧辉煌，鲜艳夺目。屋脊饰有琉璃龙纹饰和花卉图案。正殿檐下施斗栱，栱眼嵌饰绿地金龙琉璃。额枋施和玺彩画。

## 保护
2001年2月7日，蔚县天齐庙由河北省人民政府公布为河北省第四批文物保护单位，由文物部门收回对其进行管理及维护。
2013年3月5日，天齐庙由中华人民共和国国务院公布为第七批全国重点文物保护单位，编号7-0740-3-038。